# John Theodore Heins

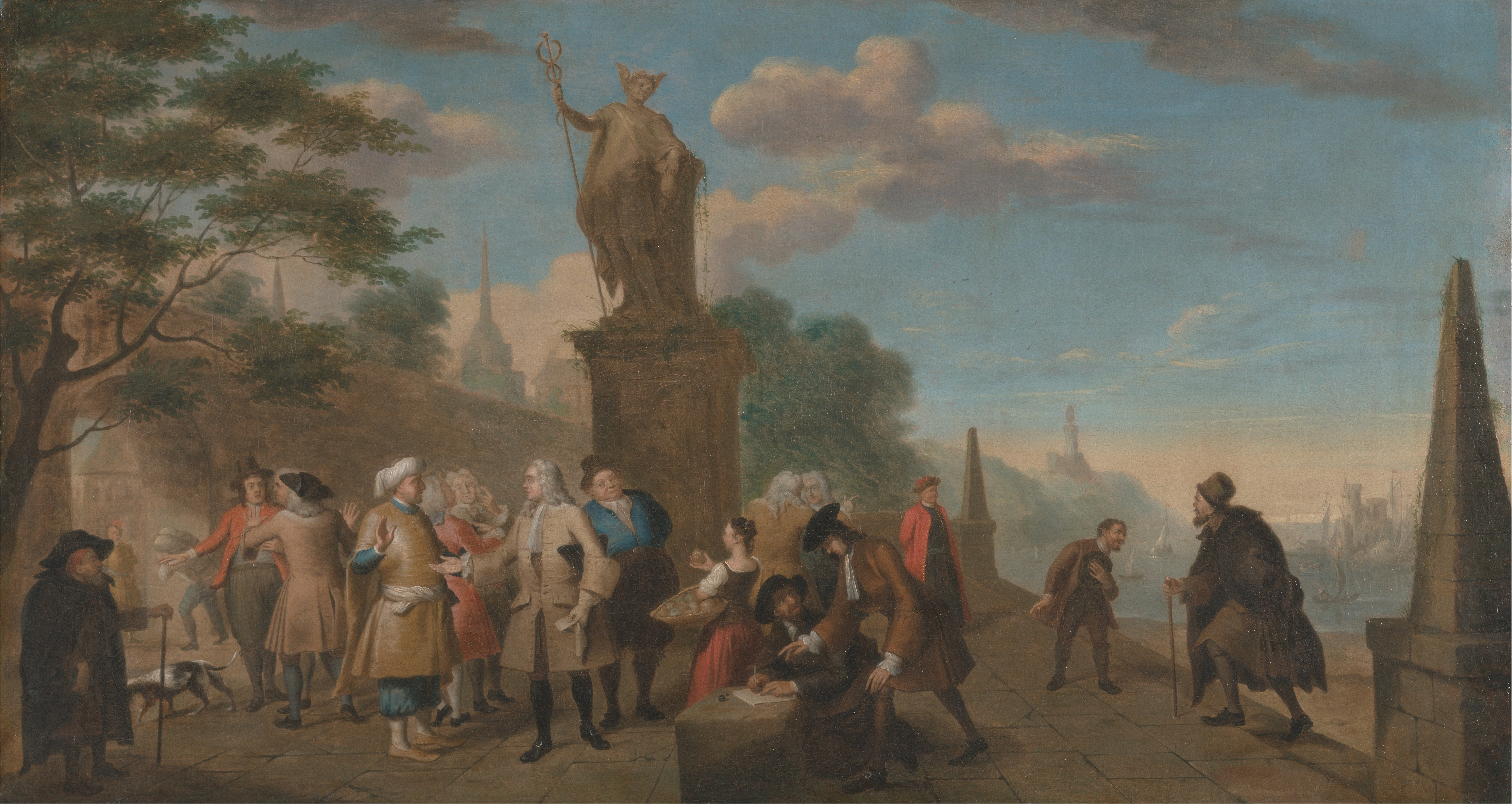
Alegoría del comercio, 1743,, óleo sobre lienzo.

John Theodore Heins (Alemania, c. 1697-Norwich, 1756) fue un pintor y grabador inglés de origen alemán.

## Biografía
Se estableció en Norwich, ciudad del condado de Norfolk, hacia 1720. Aunque se conservan algunos trabajos alegóricos, cultivó especialmente el retrato, de los que destacan los que a partir de 1732 realizó de varios de los miembros de la corporación municipal de Norwich, destinados a ser expuestos en el St. Andrew's and Blackfriars' Hall y otros edificios públicos. Algunos de estos fueron grabados a media tinta por el mismo Heins posteriormente. Joseph Strutt mencionó entre sus obras, además, un retrato del obispo Thomas Gooch. Falleció en 1756 y sus bienes y algunas pinturas fueron subastados en marzo del año siguiente.
Firmó sus primeros cuadros como D. Heins, donde la «D» significa Dietrich, el equivalente alemán de Theodore, pero abandonó esta forma a partir de la década de 1730. Su hijo, llamado igual, también fue pintor de miniaturas.